# Xã Bailey, Quận Lyman, South Dakota
Xã Bailey (tiếng Anh: Bailey Township) là một xã thuộc quận Lyman, tiểu bang Nam Dakota, Hoa Kỳ. Năm 2010, dân số của xã này là 14 người.